# Hiltmar Schubert
Hiltmar Schubert (* 24. Juli 1927 in Dresden; † 27. Dezember 2020 in Walzbachtal) war ein deutscher Chemiker, Explosivstoffspezialist, Direktor des Fraunhofer-Instituts für Chemische Technologie (ICT) in Pfinztal-Berghausen sowie Professor ehrenhalber.

## Leben und Wirken

### Jugendzeit und Zweiter Weltkrieg
Schubert wuchs in Dresden auf. Im Zweiten Weltkrieg diente er als Schüler zunächst als Luftwaffenhelfer. Nach mehreren Monaten beim Reichsarbeitsdienst wurde er als Offiziersanwärter rekrutiert und zum Jahresbeginn 1945 zu einem Artillerieregiment nach Meißen versetzt. Dort erlebte er im Februar 1945 den Luftangriff auf Dresden bei dem sein Elternhaus ausgebombt wurde. Nach Einsätzen seines Regiments im Rahmen der Niederschlesischen und Oberschlesischen Operationen und Kämpfen in Tschechien geriet er Anfang Mai 1945 im Elbtal in russische Kriegsgefangenschaft, aus der er aber fliehen konnte. Ab Ende 1945 besuchte er wieder die Schule in Radebeul und machte sein Abitur.

### Studium
Schubert verließ Dresden noch vor Gründung der DDR in Richtung Kiel und begann dort 1949 das Chemiestudium an der Christian-Albrechts-Universität zu Kiel. Dort machte er das Vordiplom, bevor er an die Technische Hochschule und heutige Universität Karlsruhe wechselte, wo er 1956 das Diplom erwarb und 1959 als Assistent am Institut für Chemische Technik an der TH Karlsruhe bei Karl Friedrich Meyer (1898–1977) mit einer Arbeit über die Nitrierung von Nitroguanidin und seinen Derivaten promoviert wurde.

### Fraunhofer-Institut für Chemische Technologie
Bei Gründung des Fraunhofer-Instituts für Chemische Technologie (ICT) am 1. April 1959 wurde er zum Stellvertreter von Meyer als Institutsleiter berufen. Mit der Verabschiedung Meyers in den Ruhestand übernahm Schubert im Jahre 1970 zusammen mit dem Chemiker Werner Diepold (* 1930) die Institutsleitung und war nach dem Ausscheiden Diepolds im Jahre 1972  bis zu seiner Pensionierung im Jahre 1994 alleiniger Institutsdirektor.
Zusammen mit Meyer und Diepold initiierte Schubert 1970 die International Annual Conference of ICT, die seither jährlich in Karlsruhe veranstaltet wird und bei welcher aktuelle Forschungsergebnisse aus den Bereichen Treib- und Explosivstoffe vorgetragen werden.
Schubert gründete 1976 zusammen mit dem Verlag Chemie in Weinheim die internationale Zeitschrift Propellants, Explosives (ab 1982 Propellants Explosives Pyrotechnics) als Nachfolger für die bis 1975 im Erwin Barth Verlag erschienene deutsche Zeitschrift Explosivstoffe und fungierte bis zum Jahre 2000 auch als deren Herausgeber
Von 1975 bis 1992 war Schubert Vorsitzender des wissenschaftlichen Rates und seiner Hauptkommission sowie Mitglied des Senats der Fraunhofer-Gesellschaft.

## Auszeichnungen und Ehrungen
- Im Jahre 1992 wurde Schubert vom baden-württembergischen Ministerpräsidenten Erwin Teufel der Professorentitel verliehen[6].
- Bundesverdienstkreuz[7]

## Veröffentlichungen
- Darstellung und Untersuchung der Salpetersäureester von Nitroguanidinderivaten Unter Berücks. ihrer techn. Verwendbarkeit. Dissertationsschrift, Karlsruhe Technische Hochschule, 1959, 78 S.[8]
- Hiltmar Schubert, Andrey Kuznetsov (Hrsg.), Detection and Disposal of Improvised Explosives, NATO Security through Science Series B: Physics and Biophysics, Springer, 2006, 239 S.[9]
- Hiltmar Schubert, Alexander Rimski-Korsakov (Hrsg.), Stand-off Detection of Suicide Bombers and Mobile Subjects, NATO Security through Science Series B: Physics and Biophysics, Springer, 2006, 165 S.
- Hiltmar Schubert, Detection of Bulk Explosives: Advanced techniques against terrorism, Kluwer, Dordrecht, 2004[10].